# Comitê Militar para a Salvação Nacional
O Comitê Militar para a Salvação Nacional (em francês:  Comité Militaire de Salut National, CMSN) foi um governo militar da República Islâmica da Mauritânia que assumiu o poder em 1979. Foi instalado por Mohamed Khouna Ould Haidalla, Ahmed Ould Bouceif  e colegas oficiais, em um regime interno / golpe militar em 6 de abril de 1979, que removeu o coronel Mustapha Ould Salek do Comitê Militar de Recuperação Nacional do poder efetivo. Ele seria substituído por Mohamed Mahmoud Ould Louly em maio de 1979; Haidallah mais tarde emergiria como o principal homem forte militar e continuaria a assumir plenos poderes até ser deposto por Maaouya Ould Sid'Ahmed Taya. O Comitê Militar para a Salvação Nacional permaneceu como uma instituição até 1992, quando Taya introduziu um sistema multipartidário - ele mesmo perdeu o poder apenas em 2005.
A principal conquista do Comitê Militar para a Salvação Nacional foi fazer as pazes com a Frente Polisario do Saara Ocidental, que lutava contra a Mauritânia desde que o governo do presidente Moktar Ould Daddah invadiu o país em 1975. O Comitê Militar para a Salvação Nacional optou pela retirada completa do conflito, evacuando o sul do Rio de Oro (que foi anexado como Tiris al-Gharbiyya) e reconhecendo a Polisario como o representante do povo saaraui; isso levou a uma crise nas relações com Marrocos, que também havia anexado dois terços do norte do país e também enfrentava a resistência saaraui.